# Hugo Schmeisser
Hugo Schmeisser (* 24. September 1884 in Jena; † 12. September 1953 in Erfurt) war ein deutscher Waffenkonstrukteur.

## Leben und Werk
Leben und Werk von Hugo Schmeisser sind im Zusammenhang seines Schaffens in der „Waffenstadt“ Suhl zu sehen. Unternehmer und Ingenieure wie Simson, Sauer und C. G. Haenel haben diesen Standort in eineinhalb Jahrhunderten geprägt. Schon sein Vater Louis Schmeisser (1848–1917) war einer der bekanntesten Waffenkonstrukteure Europas. Mit seinem Namen sind Entwicklung und Produktion der Maschinengewehre der Theodor Bergmann Waffenfabrik in der Zeit bis zum Ersten Weltkrieg eng verbunden. Bei Bergmann erhielt auch Hugo Schmeisser seine grundlegende Ausbildung in der Waffentechnik und machte in dieser Firma seine ersten technischen Schritte, z. B. die Entwicklung einer Selbstladepistole in den Kalibern 7,63 mm und 9 mm. Während des Ersten Weltkrieges blieb Hugo Schmeisser in Suhl. Wegen der entscheidenden Wichtigkeit der Produktion von Maschinengewehren war er bei der Firma Bergmann unabkömmlich.
Im 20. Jahrhundert veränderten waffentechnische Entwicklungen von Hugo Schmeisser zweimal grundlegend die Infanterietaktik. Mehrere Faktoren spielten dabei eine Rolle: Die gegebene militärische Situation im Verlauf eines Krieges sowie die strategische und taktische Idee und die Durchsetzungskraft der militärischen Führer und eben das Vorhandensein der entsprechenden Waffen oder Waffensysteme.

### Erster Weltkrieg
Seit Herbst 1914 war die Westfront im Stellungskrieg erstarrt. Jahrelang bemühten sich beide Seiten unter riesigen Verlusten, aber weitgehend erfolglos, aus der Sackgasse des Grabenkriegs herauszukommen und das Problem des Durchbruchs der gegnerischen Verteidigung zu lösen. In den Jahren 1917 und 1918 entwickelte Hugo Schmeisser eine Waffe für eine Schussentfernung von 200 m als automatische Waffe für Pistolenmunition. Technische Basis war das einfache, auf der Masse des Verschlussblockes beruhende Rückstoßprinzip. Eigens gebildeten Sturmbataillonen kam eine zentrale Rolle zu, als in der deutschen Frühjahrsoffensive 1918 die Entscheidung im Westen erzwungen werden sollte. Diese vom Umfang her recht begrenzten Eliteformationen, überwiegend mit dem Karabiner 98a, Handgranaten und Pistole ausgerüstet sowie teilweise mit der MP18, konnten ohne Rücksicht auf Flankenabsicherung und rückwärtige Verbindungen auf taktischer Ebene teilweise durchschlagende Wirkung erzielen (die Sturmgruppentaktik gilt auch als ein Vorläufer der auf schnellen Panzervorstößen basierenden deutschen Blitzkriegskonzeption der Anfangsphase des Zweiten Weltkriegs). Von den neuen MP18 wurden bei der Firma Bergmann Suhl 35.000 Stück produziert.

### Weimarer Republik
Mit den Bestimmungen des Vertrages von Versailles vom 28. Juni 1919 wurde den deutschen Waffenfirmen verboten, automatische Waffen herzustellen. Im Streit über die Lizenzvergabe der Entwicklungen von Hugo Schmeisser an ausländische Waffenfirmen kam es 1919 zum Bruch zwischen ihm und der Familie Bergmann. Damit endete eine 30-jährige Zusammenarbeit zwischen den Schmeissers und der Firma Bergmann. Hugo Schmeisser war gezwungen, sich geschäftlich neu zu orientieren. Gemeinsam mit seinem Bruder Hans gründete er 1919 die „Industriewerk Auhammer Koch und Co.“ in Suhl. Unter den gegebenen Verhältnissen in Deutschland nach dem Ersten Weltkrieg lief dieses Unternehmen von Anfang an nicht gut. Trotz des Verbotes arbeitete Hugo Schmeisser an der Maschinenpistole. In diese Zeit fiel der erste Kontakt zur Firma Haenel in Suhl. Das war der Beginn einer 20 Jahre währenden Zusammenarbeit mit Höhen und Tiefen. Zur Absicherung seiner Patentrechte gründete Hugo Schmeisser im Sommer 1922 eine zweite Firma unter dem Namen „Gebrüder Schmeisser“ in Suhl. Dieser unternehmerisch intelligente Schachzug sollte verhindern, dass im Konkursfall der Firma Auhammer sämtliche Patente verloren gingen. Da auch die Firma Haenel in wirtschaftlichen Schwierigkeiten steckte, traten im Frühjahr 1925 die Gebrüder Schmeisser als Prokuristen in sie ein. Entscheidend war jedoch, dass die Firma Auhammer mit sämtlichen Aktiva und Passiva übernommen wurde. Unternehmerisch war somit ein Konkurs der Firma elegant verhindert worden. Eigenartigerweise blieben die Brüder Schmeisser Prokuristen der Firma Haenel, obwohl sie Anteilseigner waren und faktisch geschäftsführende Gesellschafter des Unternehmens. Trotz der Bestimmungen des Versailler Vertrages liefen die Entwicklung und der Test von Maschinenpistolen durch Hugo Schmeisser konzentriert weiter. Im Jahr 1928 brachte er seine bei Haenel weiterentwickelte MP18 als MP28 heraus. Die MP28 benutzte ein 32-schüssiges Stangenmagazin. Die MP28 war wieder ein zuschießender Rückstoßlader mit Masseverschluss. Die Waffe kam nach 1928 bei der deutschen Polizei zum Einsatz. Über einen Lizenzvertrag mit der belgischen Firma Bayard wurde die Waffe nach Südafrika, Spanien, China und Japan geliefert. Noch fast zehn Jahre später kam die MP28 im spanischen Bürgerkrieg zum Einsatz. Trotz der konstruktiven Erfolge von Hugo Schmeisser geriet die Firma Haenel in den Jahren 1929 bis 1934 mehrmals in Konkursgefahr.

### Nationalsozialismus
Um an den zu erwartenden staatlichen Rüstungsaufträgen nach der Machtübernahme der Nationalsozialisten von 1933 entscheidend Teil zu haben, schlossen sich 1934 die zehn Suhler und Zella-Mehlisser Waffenbetriebe zu einer Vereinigung unter dem Namen „Vereinigte Suhl-Zella-Mehlisser Waffenfabriken“ zusammen. Die einzelnen Waffenfabriken aus Suhl errichteten darüber hinaus eigene Büros in Berlin. Im Rahmen dieser Tätigkeit machte Hugo Schmeisser eine sehr wichtige und in den folgenden Jahren tragfähige Bekanntschaft. Er lernte den berühmten Flieger Ernst Udet (1896–1941) kennen. Udet war der Stellvertreter Görings in der Führung der Luftwaffe. Über Udet konnte Hugo Schmeisser in der Folge auf die Waffenentwicklung und Produktion von Infanteriewaffen direkten Einfluss nehmen – bis in den direkten Entscheidungsbereich von Göring und Hitler. Nach 1935 erlebte die Firma Haenel in der Waffenproduktion einen enormen Aufschwung. Im Gegensatz zu vielen anderen Ingenieuren und Konstrukteuren partizipierten die Brüder Schmeisser persönlich am Geschäft über Lizenzgebühren und Anteile am Gewinn.
Die Erfurter Maschinen- und Werkzeugfabrik Berthold Geipel GmbH (ERMA) verbesserte ihre Erma Maschinenpistole EMP ständig konstruktiv weiter und es entstand eine MP36. Der ERMA Chefkonstrukteur Heinrich Vollmer nutzte deren Grundkonstruktion und entwickelte sie zu den bekannten deutschen Maschinenpistolen des Zweiten Weltkrieges, der MP38 und der MP40. Von diesen Waffen wurden 1,2 Millionen Stück hergestellt, und sie wurden international als „Schmeisser-MP“ bekannt. Das lag auch daran, dass das Stangenmagazin der MP38 bzw. MP40 von Schmeisser stammte und auch so gekennzeichnet war.
Die entscheidende Entwicklung von Hugo Schmeisser wurde jedoch bereits seit 1938 von dem Entwicklungsteam der Firma Haenel bearbeitet. Diese neue automatische Waffe verschoss eine Kurzpatrone Kaliber 7,92 mm. Die Waffe sollte sich durch höhere Leistung von der MP38/40 absetzen und unter sparsamer Verwendung von Material in hoher Stückzahl produziert werden. Ihr Gehäuse wurde im spanlosen Blechformverfahren, der so genannten Blechprägetechnik, gefertigt. Die Waffe, einer der ersten Maschinenkarabiner der Welt, wurde zuerst unter der Bezeichnung Mkb42 bekannt, in der Folge unter MP43. Bereits 1943 wurden 10.000 Stück für die Front produziert, doch Hitler verbot im gleichen Jahr Weiterentwicklung und Produktion. Erst 1944, als die neue Waffe im Truppenversuch einen durchschlagenden Erfolg hatte, genehmigte Hitler die Massenproduktion des inzwischen in MP44 umbenannten Gewehrs. Im April 1944 erhielt die neue Waffe die Bezeichnung „Sturmgewehr 44“.

### Nachkriegszeit
Am 3. April 1945 besetzten US-Truppen die Stadt Suhl und verhängten sofort für alle Waffenfabriken ein Produktionsverbot. Hugo Schmeisser und sein Bruder Hans wurden von Waffenexpertenteams des US-amerikanischen und britischen Geheimdienstes wochenlang verhört. Ende Juni 1945 räumten die US-Amerikaner Thüringen, und die Rote Armee besetzte das Werk. Im August 1945 wurden 50 Sturmgewehre 44 aus vorhandenen Montageteilen zusammengebaut und von der Roten Armee zur technischen Auswertung in die Sowjetunion überstellt, zeitgleich mit 10.785 Blatt technischer Zeichnungen zur Fertigung von Militärwaffen. Im Oktober 1945 wurde Hugo Schmeisser zur Arbeit in einer so genannten Technischen Kommission der Roten Armee verpflichtet. Diese Kommissionen hatten die Aufgabe, den neuesten Stand der deutschen Waffentechnik festzustellen, um die Ergebnisse in eigene, sowjetische Entwicklungen einfließen zu lassen.
Im Oktober 1946 wurde Hugo Schmeisser im Rahmen der Aktion Ossawakim zwangsweise als Spezialist für Waffentechnik für mehrere Jahre in die Sowjetunion verschleppt. Dieses Schicksal betraf viele Waffenkonstrukteure aus den Werken der Stadt Suhl. Die deutschen Waffenkonstrukteure wurden am 24. Oktober 1946 in einem Sonderzug nach Ischewsk gebracht, der Hauptstadt der Udmurtischen ASSR im Vorland des Mittleren Ural und seit 1807 Standort einer Waffenfabrik (heute Ischmasch). Über die genaue Tätigkeit von Hugo Schmeisser in den Jahren 1946 bis 1952 in Ischewsk ist wenig bekannt. Wie wichtig er für die Sowjetunion war, zeigte sich nochmals im Jahr 1952, als alle übrigen deutschen Spezialisten zurückkehren durften, sein Aufenthalt in der Sowjetunion aber kurzfristig um ein halbes Jahr verlängert wurde, sodass er erst am 9. Juni 1952 wieder in Deutschland eintraf.
Hugo Schmeisser starb am 12. September 1953 nach einer Lungenoperation im Städtischen Krankenhaus Erfurt und wurde in Suhl beerdigt. Zu seinem 50. Todestag gab es in Suhl eine Gedenkveranstaltung.

### Ähnlichkeit des StG 44 mit der AK 47
Vielfach wird immer wieder diskutiert ob nicht Schmeisser an der Konstruktion der AK 47 beteiligt war, während er von 1945 bis 1952 zwangsweise für die Sowjetunion arbeitete. Unterlegt wird diese These durch die Tatsache, dass Schmeisser aus einer Familie von Waffenkonstrukteuren entstammte, er seine erste automatische Waffe für Pistolenmunition bereits 1917 entwickelte und seit 3 Jahrzehnten bereits als Waffenkonstrukteur gearbeitet hat, während Kalaschnikow nur gelernter Techniker bei der Turkestan-Sibirische Eisenbahn von 1936 bis 1938 war. 1938 wurde er zur Roten Armee eingezogen.
Fest steht, dass Schmeisser federführend bei der Entwicklung des StG 44 bei C. G. Haenel in Suhl war. Dabei wurde viel Pionierarbeit bei der Verwendung von Blechprägeteilen im Waffenbau geleistet. Trotz aller Vorbildfunktion des StG 44 und seiner großen optischen Ähnlichkeit mit der AK 47 gehen die meisten Experten von keiner direkten Konstruktionsarbeit von Schmeisser an der AK 47 aus, da beide Waffen nur wenige technische Gemeinsamkeiten haben.